# Callionymus comptus
 Callionymus comptus és una espècie de peix de la família dels cal·lionímids i de l'ordre dels cipriniformes que es troba a Hawaii.